# Antona generans
Antona generans là một loài bướm đêm thuộc phân họ Arctiinae, họ Erebidae.